# WWE Night of Champions
WWE Night of Champions és un esdeveniment anual de pagament per visió (PPV) produït per l'empresa de lluita lliure professional World Wrestling Entertainment (WWE) el mes de juny o juliol (des del seu segon any). Fins a l'edició del 2008, l'esdeveniment s'anomenava Vengeance.
L'esdeveniment es va crear amb un esdeveniment inaugural el 9 de desembre del 2001, i va tenir lloc al San Diego Sports Arena de San Diego, Califòrnia. Aquell any va ser reemplaçat per Armageddon degut a la possible insensibilitat del seu nom respecte als Atemptats de l'11 de setembre de 2001.
El 2002 va passar a ser un PPV exclusiu de les marques SmackDown! i Raw, el 2003 de SmackDown! solament i el 2004 de Raw només. El 2007 finalment, es va establir com un PPV amb la participació de totes les marques.
Cal destacar que en aquest espectacle es posen en joc tots els campionats de la WWE.

## Resultats

### 2008
Night of Champions (2008) es va celebrar el 29 de juny de 2008 en el American Airlines Center a Dallas, Texas. El tema musical fou Devour de Shinedown.
|                                                           | Combats                                                         | Títol en joc                  | Notes |
| --------------------------------------------------------- | --------------------------------------------------------------- | ----------------------------- | --- |
| Dark Match                                                | Jeff Hardy derrotà MVP                                          | No titular                    | Combat individual                                                                                            |
| 1                                                         | John Morrison (c) & The Miz (c) derrotaren Finlay & Hornswoggle | Campionat en Parelles         | Combat en equips                                                                                             |
| 2                                                         | Matt Hardy (c) derrotà a Chavo Guerrero                         | Campionat dels Estats Units   | Combat individual                                                                                            |
| 3                                                         | Mark Henry derrotà a Kane (c) i a The Big Show                  | ECW Championship              | Triple threat match                                                                                          |
| 4                                                         | Ted Dibiase & Cody Rhodes (c) derrotaren a Hardcore Holly (c)   | Campionat Mundial en Parelles | 2-on-1 handicap match. Originalment Cody era el company de Hardcore Holly però el va trair aliant-se amb Ted |
| 5                                                         | Kofi Kingston derrotà a Chris Jericho (c)                       | Campionat Intercontinental    | Combat individual                                                                                            |
| 6                                                         | Mickie James (c) derrotà a Katie Lea                            | Campionat Femení              | Combat individual                                                                                            |
| 7                                                         | Edge (c) derrotà a Batista                                      | Campionat Mundial Pes Pesat   | Combat individual                                                                                            |
| 8                                                         | Triple H (c) derrotà a John Cena                                | Campionat de la WWE           | Combat individual                                                                                            |
| (c) – Referent als campions abans de l'inici dels combats |                                                                 |                               | |

### 2009
Night of Champions (2009) va tenir lloc el 26 de juliol de 2009 des del Wachovia Center a Filadeldia, Pensilvania. El tema musical del show fou 
|                                                           | Combats                                                                      | Títol en joc                   | Notes |
| --------------------------------------------------------- | ---------------------------------------------------------------------------- | ------------------------------ | --- |
| 1                                                         | Chris Jericho (c) i The Big Show derrotaren a Cody Rhodes & Ted DiBiase, Jr. | Campionat unificat en parelles | Combat en equips. Edge era un dels campions originalment, però degut a una lesió no va poder defensar els campionats, sent reemplaçat per Big Show       |
| 2                                                         | Christian derrotà a Tommy Dreamer (c)                                        | ECW Championship               | Combat individual |
| 3                                                         | Kofi Kingston (c) derrotà a MVP, The Miz, Carlito, Jack Swagger i Primo      | Campionat dels Estats Units    | Six-pack challenge |
| 4                                                         | Michelle McCool (c) derrotà a Melina                                         | Campionat Femení               | Combat individual |
| 5                                                         | Randy Orton (c) derrotà a John Cena i Triple H                               | Campionat de la WWE            | Triple Threat Match. Originalment Orton es va rendir amb un Sharpsoother de HHH i un Crossface de Cena, però l'àrbitre no podia declarar a dos vencedors |
| 6                                                         | Mickie James derrotà a Maryse (c)                                            | Campionat de Dives             | Combat individual |
| 7                                                         | Rey Mysterio (c) derrotà a Dolph Ziggler                                     | Campionat intercontinental     | Combat individual |
| 8                                                         | Jeff Hardy derrotà a CM Punk (c)                                             | Campionat Mundial pes pesat    | Combat individual |
| (c) – Referent als campions abans de l'inici dels combats |                                                                              |                                | |

### 2010
Night of Champions (2010) es va celebrar el 19 de setembre de 2010 des de l'Allstate Arena de Chicago (Illinois). El tema musical va ser Freefall de Two Steps From Hell.
|                                                           | Combats                                                                                    | Títol en joc                          | Notes                                                              |
| --------------------------------------------------------- | ------------------------------------------------------------------------------------------ | ------------------------------------- | ------------------------------------------------------------------ |
| 1                                                         | Dolph Ziggler (c) derrotà a Kofi Kingston                                                  | Campionat intercontinental            | Combat individual. Si Dolph era desqualificat perdria el campionat |
| 2                                                         | The Big Show derrotà a CM Punk                                                             | No titular                            | Combat individual                                                  |
| 3                                                         | Daniel Bryan derrotà a The Miz (c)                                                         | Campionat dels Estats Units           | Combat individual                                                  |
| 4                                                         | Michelle McCool (Women's) derrotà a Melina (Divas)                                         | Campionat Femeni i Campionat de Dives | Unificació                                                         |
| 5                                                         | Kane (c) derrotà a The Undertaker                                                          | Campionat Mundial Pes Pesat           | No Holds Barred Match                                              |
| 6                                                         | Cody Rhodes & Drew McIntyre derrotaren a Evan Bourne & Mark Henry en la final d'un torneig | Campionat en parelles                 | Torneig en equips                                                  |
| 7                                                         | Randy Orton derrotà Sheamus (c), Wade Barrett, John Cena, Edge i Chris Jericho             | WWE Championship                      | Elimination match                                                  |
| (c) – Referent als campions abans de l'inici dels combats |                                                                                            |                                       |                                                                    |

Torneig en parelles
| Ordre | Lluitadors                                               | Nº d'eliminació | Eliminats per            |
| ----- | -------------------------------------------------------- | --------------- | ------------------------ |
| 1     | The Hart Dynasty (David Hart Smith (c) & Tyson Kidd) (c) | 1               | The Usos                 |
| 2     | The Usos (Jimmy & Jey)                                   | 3               | Evan Bourne & Mark Henry |
| 3     | Santino Marella & Vladimir Kozlov                        | 2               | The Usos                 |
| 4     | Evan Bourne & Mark Henry                                 | 4               | Rhodes & McIntyre        |
| 5     | Cody Rhodes & Drew McIntyre                              |                 | Guanyadors               |

Elimation match per al Campionat de la WWE
| 1          | Chris Jericho | Randy Orton  |             |             |             |
| 2          | Edge          | John Cena    |             |             |             |
| 3          | John Cena     | Wade Barrett |             |             |             |
| 4          | Wade Barrett  | Randy Orton  |             |             |             |
| 5          | Sheamus       | Randy Orton  |             |             |             |
| Guanyador: | Randy Orton   | Randy Orton  | Randy Orton | Randy Orton | Randy Orton |

### 2011
Night of Champions (2011) tindrà lloc el 18 de setembre des de la HSBC a Buffalo, Nova York.
|                                                           | Combats                                                                   | Títol en joc                          | Notes |
| --------------------------------------------------------- | ------------------------------------------------------------------------- | ------------------------------------- | --- |
| 1                                                         | Air Boom (Kofi Kingston & Evan Bourne) (c) derrotaren a The Miz & R-Truth | Campionat en parelles                 | Combat en equips. Truth i Miz atacaren al àrbitre durant i després del combat |
| 2                                                         | Cody Rhodes (c) derrotà a Ted Dibiase                                     | Campionat intercontinental            | Combat individual |
| 3                                                         | Dolph Ziggler (c) derrotà a Jack Swagger, Alex Riley i John Morrison      | Campionat dels Estats Units           | Fatal 4 Way match |
| 4                                                         | Mark Henry derrotà a Randy Orton (c)                                      | Campionat Mundial Pes Pesat de la WWE | Combat individual |
| 5                                                         | Kelly Kelly (c) (amb Eve Torres) derrotà a Beth Phoenix (amb Natalya)     | Campionat de dives                    | Combat individual |
| 6                                                         | John Cena derrotà a Alberto Del Rio (c)                                   | Campionat de la WWE                   | Combat individual |
| 7                                                         | Triple H derrotà a CM Punk                                                | No titular                            | Sense desqualificació. Si Triple H perdia renunciava al seu lloc com a cap de l'empresa. Durant la lluita ambos lluitadors i l'àrbitre foren atacats per Miz, Truth i Kevin Nash. Un dels advocats de l'empresa no va permetre a l'àrbitre suplent entrar quan Triple H cobria a Punk, pero si quan Punk cobria a Triple H |
| (c) – Referent als campions abans de l'inici dels combats |                                                                           |                                       | |